# Західна Молдова

Історичні області Румунії

Західна Молдова — західна частина великого краю Молдова (рум. Moldova), історична область на сході Румунії. Розташована між Східними Карпатами на заході та річкою Прут на сході. Східна частина історичної області Молдова є територією сучасної держави Молдова. За сучасним адміністративним устроєм Західна Молдова включає повіти Бакеу, Васлуй, Вранча, Галац, Нямц, Ясси, частину повітів Ботошані й Сучава.

## Рання історія
Перші поселення людини на цій території належать до епохи палеоліту. З VI ст. до нашої ери її населяли фракійські племена гето-даків, а також скіфи, бастарни й інші. У середині I ст. до н. е. на території Західної Молдови поширювалася влада Беребісти (розділи гето-дакийського військово-племінного союзу з центром у Семигороді). У IV—V ст. нашої ери територія Західної Молдови піддалася нашестю гунів. До VI—VII ст. належить її заселення слов'янами, що значно вплинули на місцеве населення й зіграли велику роль у зародженні й розвитку феодальних відносин у Західній Молдові. У X—XII ст. вона піддавалася спустошливим набігам печенігів та половців, а в XIII — 1-й половині XIV ст. перебувала під владою Золотої Орди. У XIV столітті потрапила у васальну залежність від Угорського королівства.

## Молдавське князівство
З 1359 року була (разом з Бессарабією і Буковиною) частиною Молдавського князівства. Утворення Молдавського князівства сприяло подальшому розвитку в Західній Молдові феодальних відносин. З 1456 року, з часу правління господаря Петра Арона (1454—1457), Молдавське князівство вимушене було визнати сюзеренітет турецького султана й виплачувати йому данину.

## Османська імперія
У XVI ст. Молдовське князівство було включене до складу Османської імперії. Гніт місцевих і турецьких феодалів викликав антифеодальні селянські повстання. У своїй визвольній боротьбі Молдовське князівство знаходило підтримку інших держав, особливо Росії. Господарі Молдовського князівства неодноразово укладали військово-політичні союзи з Російською державою: Штефан III Великий (правив у 1457—1504) з Іваном III; Петру IV Рареш (1527—1538, 1541—1546) з Іваном IV; Дмитро Кантемир (1710—1711) з Петром I. У правління волоського господаря Міхая Хороброго (1593—1601) князівства Молдови, Волощини й Трансильванії на короткий час об'єднались у єдину державу. Після 1711 року турецький султан став призначати в Молдові господарів з числа греків-фанаріотів, що призвело до невдоволення і викликало широкий визвольний рух народних мас.
Поразки Туреччини в російсько-турецьких війнах XVIII—XIX ст. сприяли ослабленню залежності Молдови (а також Валахії) від Туреччини. Кючук-Кайнарджійський мирний договір 1774 року зафіксував право Росії на заступництво Дунайським князівствам (Молдові і Волощині). Проте після російсько-турецької війни 1806—1812 рр. і відходу російських військ з території Молдови, на якій вони перебували з початку війни, там була відновлена влада турецького султана. За Бухарестським мирним договором 1812 року територія між Дністром і Лозиною (Бессарабія) і частина Північної Буковини відійшли до Російської імперії (решта частини Буковини ще з 1774 року була під владою Габсбургів).

## Незалежні Молдова й Волощина
В 1821 у Волощині почалося повстання проти гніту турецьких феодалів, місцевих бояр і греків-фанаріотов, та охопило і багато районів Західної Молдови (Волоське повстання 1821 року). Незважаючи на поразку повстання, владу фанаріотів було ліквідовано й Господарі стали призначатися з місцевих бояр. Російсько-турецький Адріанопольській мирний договір 1829 року розширив автономію Молдовії і Волощини. Відповідно до умов договору на території Молдовії і Волощини залишалися російські війська. У 1832 в Молдові був введений так званий «Органічний регламент», що передбачав ряд перетворень соціально-економічного, політичного і адміністративного порядку, що в значній мірі сприяли зближенню Молдови і Волощини. Подальшим кроком до об'єднання Молдови і Волощини стала ліквідація в 1847 митної межі між ними. У березні 1848 у Молдові та Волощині почався рух за проведення демократичних реформ. Рух був придушений, проте завдав серйозного удару феодальним порядкам. Під час Кримської війни 1853—1856 років територія Волощині та Молдови була зайнята спочатку російськими, а потім австрійськими та турецькими військами. Паризький мирний договір 1856 року замінив російське заступництво над Дунайськими князівствами «порукою» держав, що підписали цей договір; до Західної Молдови було приєднано Південну Бессарабію (Буджак). Відповідно до Паризької конвенції 7 серпня 1858 року, підписаної Великою Британією, Австрією, Францією, Росією, Прусією, Туреччиною і П'ємонтом, Західній Молдові та Волощині було дано назву Сполучені князівства Молдовії і Валахії, передбачено створення деяких загальних органів управління, проте влада фактично залишалася в руках окремих урядів Молдови і Волощини (під сюзеренітетом турецького султана). Об'єднання було досягнуто шляхом обрання полковника Александру Кузи 5 січня 1859 господарем Молдавії, а потім (24 січня 1859) і Волощини. У січні було створено єдине Об'єднане князівство Волощини та Молдови.